# (63129) Courtemanche
(63129) Courtemanche est un astéroïde de la ceinture principale.

## Description
(63129) Courtemanche est un astéroïde de la ceinture principale. Il fut découvert le 30 novembre 2000 à Gnosca par Stefano Sposetti. Il présente une orbite caractérisée par un demi-grand axe de 2,89 UA, une excentricité de 0,05 et une inclinaison de 3,3° par rapport à l'écliptique. Il fut nommé ainsi en l'honneur de l'humoriste et acteur québécois Michel Courtemanche. 

## Compléments